# Polycentropus froehlichi
Polycentropus froehlichi – gatunek chruścika z rodziny przyocznicowatych i podrodziny Polycentropodinae.
Gatunek ten opisany został po raz pierwszy w 2011 roku przez Stevena W. Hamiltona i Ralpha W. Holzenthala na łamach „ZooKeys”. Jako lokalizację typową wskazano Morro da Igreja w Cachoeira Veu da Noiva w brazylijskim stanie Santa Catarina. Epitet gatunkowy nadano na cześć entomologa Claudia G. Froehlicha.
Chruścik o czarnym ciele i ciemnobrązowych do czarnych odnóżach. Skrzydło przednie osiąga od 7 do 7,5 mm długości. Brak na skrzydle łatek z jaśniejszych szczecinek, dominują delikatne szczecinki czarne. Odwłok samca ma szerokie, prawie trójkątne w widoku bocznym, a w widoku brzusznym nieco trapezowate z silnie przewężonymi pośrodku bokami oraz głęboko i szeroko wklęśniętym brzegiem tylnym dziewiąte sternum. Bardzo długa, znacznie dłuższa niż wysokość odwłoka, lekko dogrzbietowo zakrzywiona, w widoku grzbietowym na niemal całej długości równośrednicowa i tylko u szczytu stopniowo zwężona przysadka pośrednia ma nieco rozdętą nasadę. Przysadka preanalna ma przeciętnie długi, szeroko-palcowaty, u szczytu zaokrąglony wyrostek mezolateralny połączony wąsko podstawą z grzbietową częścią doogonowo skierowanego, bardzo szerokiego u podstawy i zwężonego ku nieregularnie zaokrąglonemu szczytowi wyrostka mezowentralnego tejże przysadki. Przysadka dolna jest w widoku brzusznym szeroka u podstawy, smukła u szczytu, zaostrzona na wierzchołku i pozbawiona kolca kaudalnomezalnego, z kolei w widoku bocznym długa, nieco trójkątna, o zaokrąglonym poniżej płytkiego ogonowego wcięcia brzegu tylno-brzusznym, niskiej, od góry zaokrąglonej flance grzbietowo-bocznej oraz szerokim i tępym, pośrodkowo umieszczonym kolcu mezowentralnym. Krótka fallobaza ma przeciętnie szeroki w widoku bocznym wyrostek wierzchołkowo-brzuszny o dwóch wierzchołkach, dość szerokie pasmo zesklerotyzowane endoteki i szeroki w widoku grzbietowym skleryt fallotremy. Y-kształtny skleryt subfalliczny ma nóżkę z wąskimi wypustkami bocznymi i krótkie ramiona.
Owad neotropikalny, endemiczny dla Brazylii.